# Cemitério de Levallois-Perret
O Cemitério Levallois-Perret (em francês:  Cimetière de Levallois-Perret, também conhecido simplesmente como Cimetière de Levallois) é um cemitério na comuna de Levallois-Perret nos subúrbios noroeste de Paris, França. Estritamente especificado, está exatamente fora de Paris no arrondissement de Nanterre, no departamento Altos do Sena, na região de Ilha de França.

## História
O cemitério foi aberto em 1868, no então novo formado subúrbio de Levallois-Perret.
O cemitério foi ampliado em 1884 e em 1910.

## Personalidades sepultadas
- André Aubert (1923-2010), ator
- Maurice Berger (1866-1930), químico, criador da garrafa de Berger
- Eugène Bigot (1888-1965), regente de orquestra
- France Dhélia (1894-1964), atriz
- Gustave Eiffel (1832-1923), engenheiro
- Théophile Ferré (1846-1871), personalidade da Comuna de Paris, amigo de Louise Michel
- André Giraud (1925-1997), político francês
- Guy Grosso (pseudônimo de Guy Sarrazin) (1933-2001), ator
- Maryse Hilsz (1903-1946), pioneira da aviação
- Philippe Josse, pseudônimo Barberousse (1920-2010), cartunista
- Nicolas Eugène Levallois (1816-1879), fundador de Levallois-Perret
- Louise Michel (1830-1905), personalidade do socialismo revolucionário
- Germaine Soleil (1913-1996), pseudônimo Madame Soleil, astróloga
- Maurice Ravel (1875-1937), compositor
- Léon Zitrone (1914-1995), jornalista de TV

## Galeria

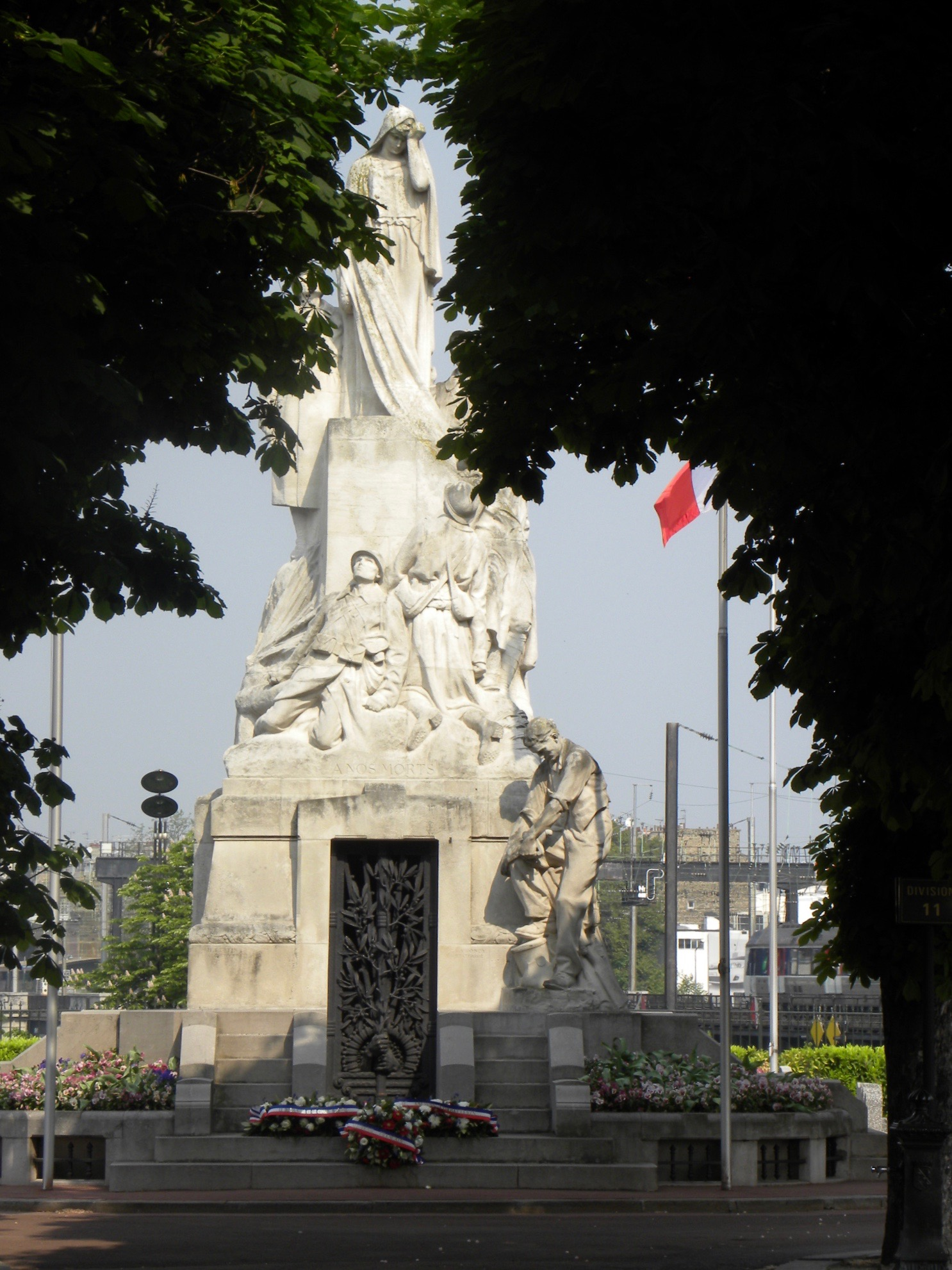
Monumento da Primeira Guerra Mundial
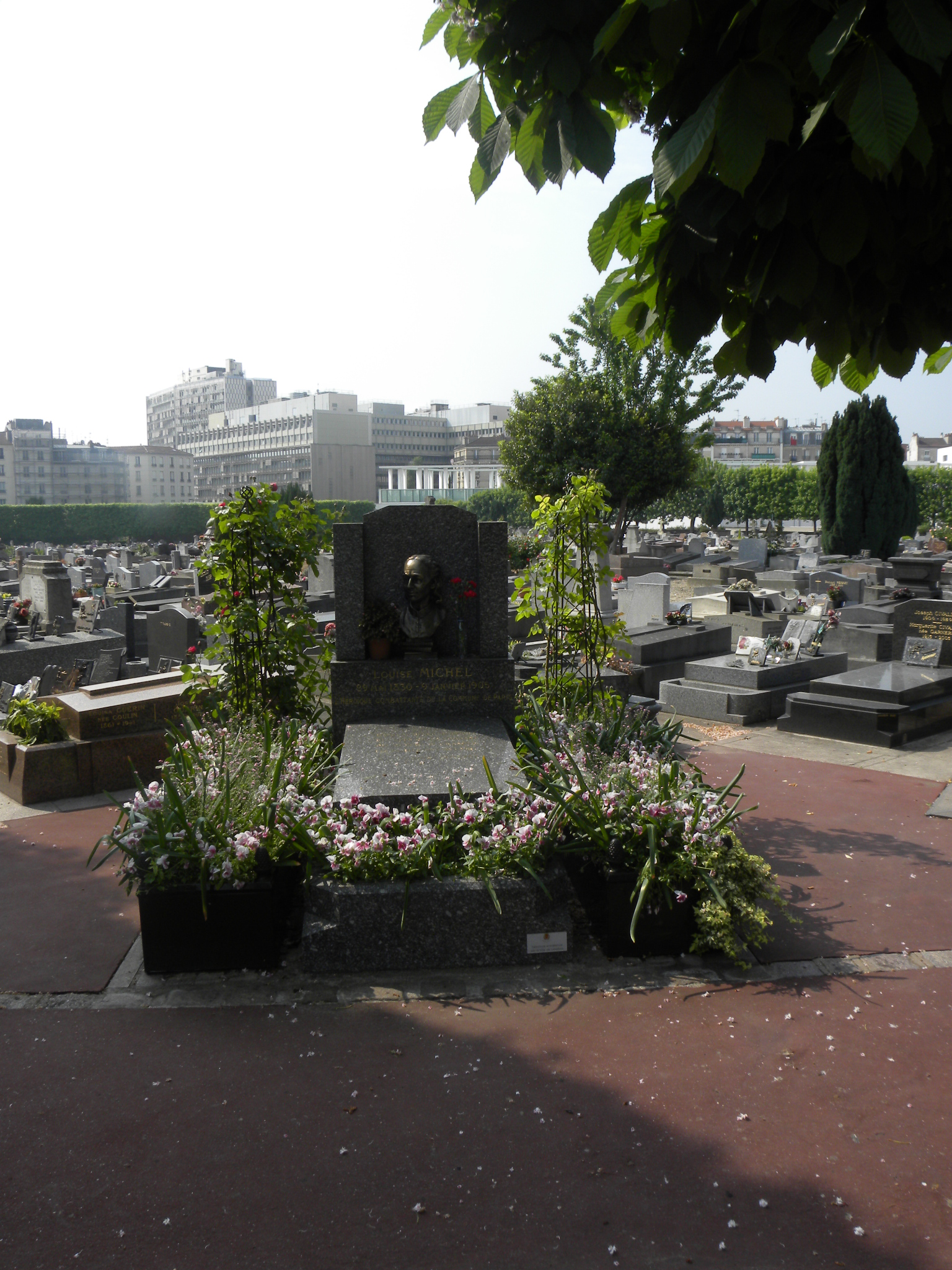
Sepultura de Louise Michel
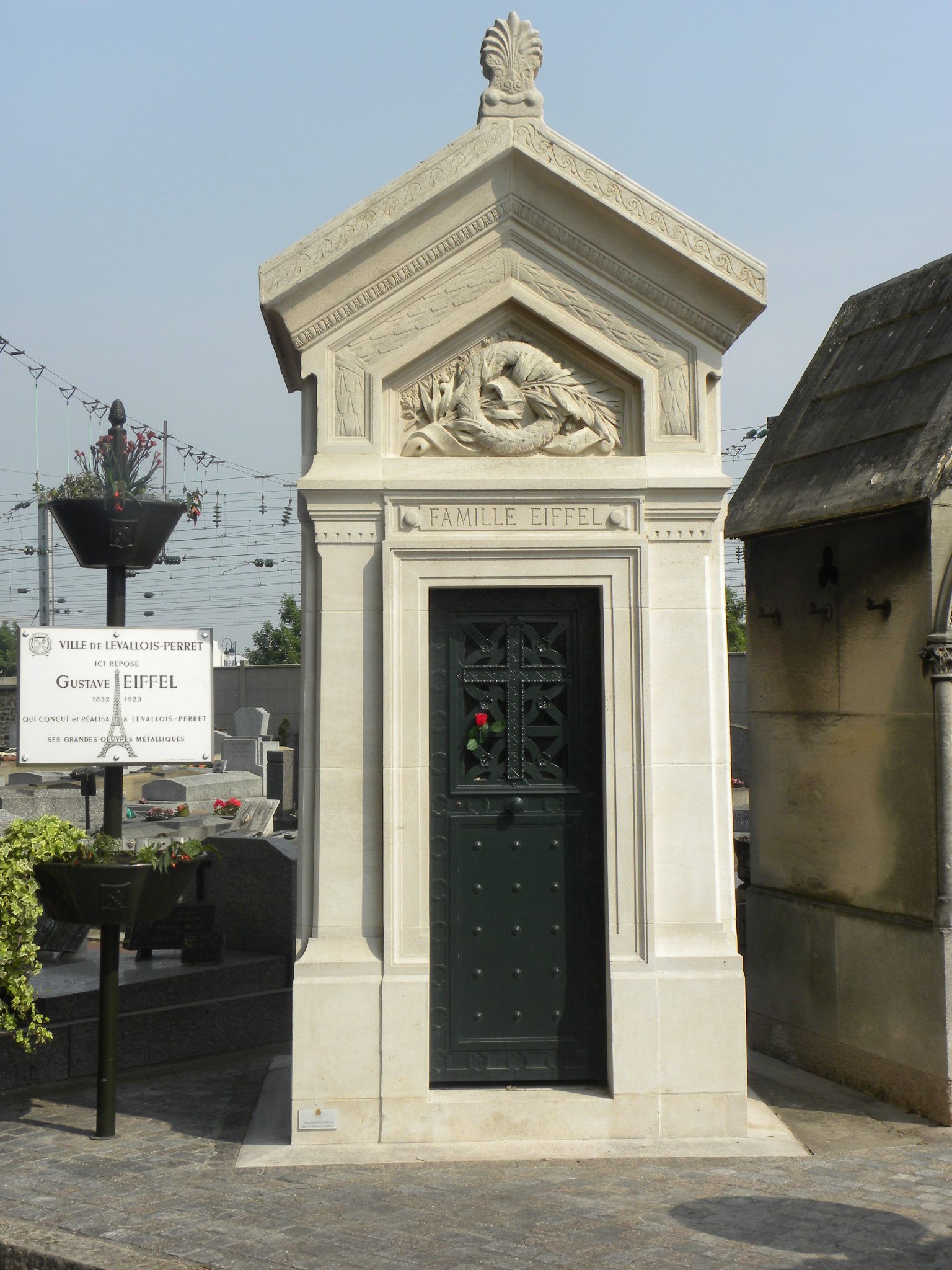
Sepultura da família Eiffel